# Glyphocrangon dentata
Glyphocrangon dentata is een garnalensoort uit de familie van de Glyphocrangonidae. De wetenschappelijke naam van de soort is voor het eerst geldig gepubliceerd in 1926 door Barnard.